# Лапідарій (Керч)
Лапідарій — колекція зразків античного мистецтва у Керчі, яка складається з предметів, відкритих під час розкопок городищ Боспорського царства, а також інших знахідок, виявлених на території Керченського півострова. Займає одне з провідних місць серед сховищ класичних епіграфічних пам'яток світу. У Лапідарії зберігаються боспорські давньогрецькі написи, зроблені на камені, скульптура та архітектурні деталі, зразки гебрайських і тюркських надгробків.

## Історія
Основу колекції склали матеріали з особистого зібрання відомого дослідника Поля Дюбрюкса, який у 1810—1820 роках зібрав колекцію античних предметів і дав їй назву «давньосховище». Надалі колекція поповнювалася з різних джерел. Багато предметів були подаровані музею місцевими жителями. Велика частина колекції сформувалася в дореволюційний період. Деякі екземпляри за минулий час були вивезені в Британський музей, Ермітаж та інші музеї. У радянський період частина колекції зберігалася в будівлі храму Іванна Предтечі в Керчі.
З 9 серпня 2011 колекція лапідарію була відкрита для широкого загалу. За російської влади була заснована бюджетна установа Республіки Крим «Східнокримський історико-культурний музей-заповідник».
Зараз колекція налічує понад 2200 творів мистецтва. У збірках артефактів представлені зразки античної (основна частина колекції) і середньовічної епох. Широко представлена антична скульптура, численні надгробні та епіграфічні пам'ятники, архітектурні деталі, культові предмети. В експозиції представлені також портретні зображення мешканців Боспору, меморіальна і декоративна скульптура, твори архітектурної пластики, предмети культового призначення, фрагменти античних мармурових стел, фонтанів, культових столів, фасадів будинків. Виставка ілюструє різні сторони життя населення античних боспорських міст. До складу колекції входять артефакти християнського, ісламського, юдейського та античного походження. Завдяки щорічним розкопкам, які проводяться на античних городищах Керчі, колекція продовжує поповнюватися новими експонатами.
Із 2002 року на базі лапідарію діє Міжнародна школа консервації каменю. У ній беруть участь фахівці з Росії, України, Данії. Також ведеться наукова та дослідницька робота. Проводяться роботи з розширення експозиції.

## Галерея

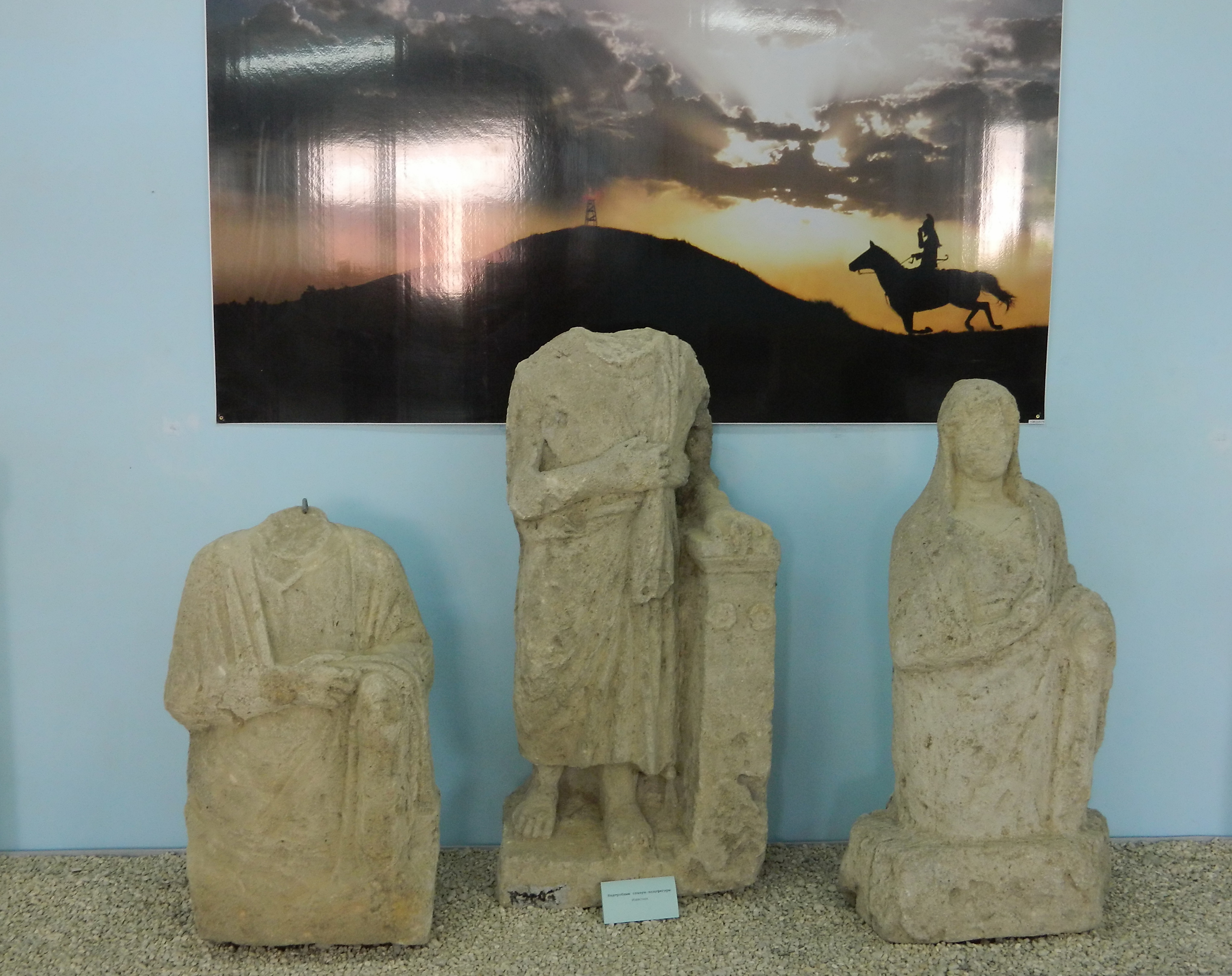
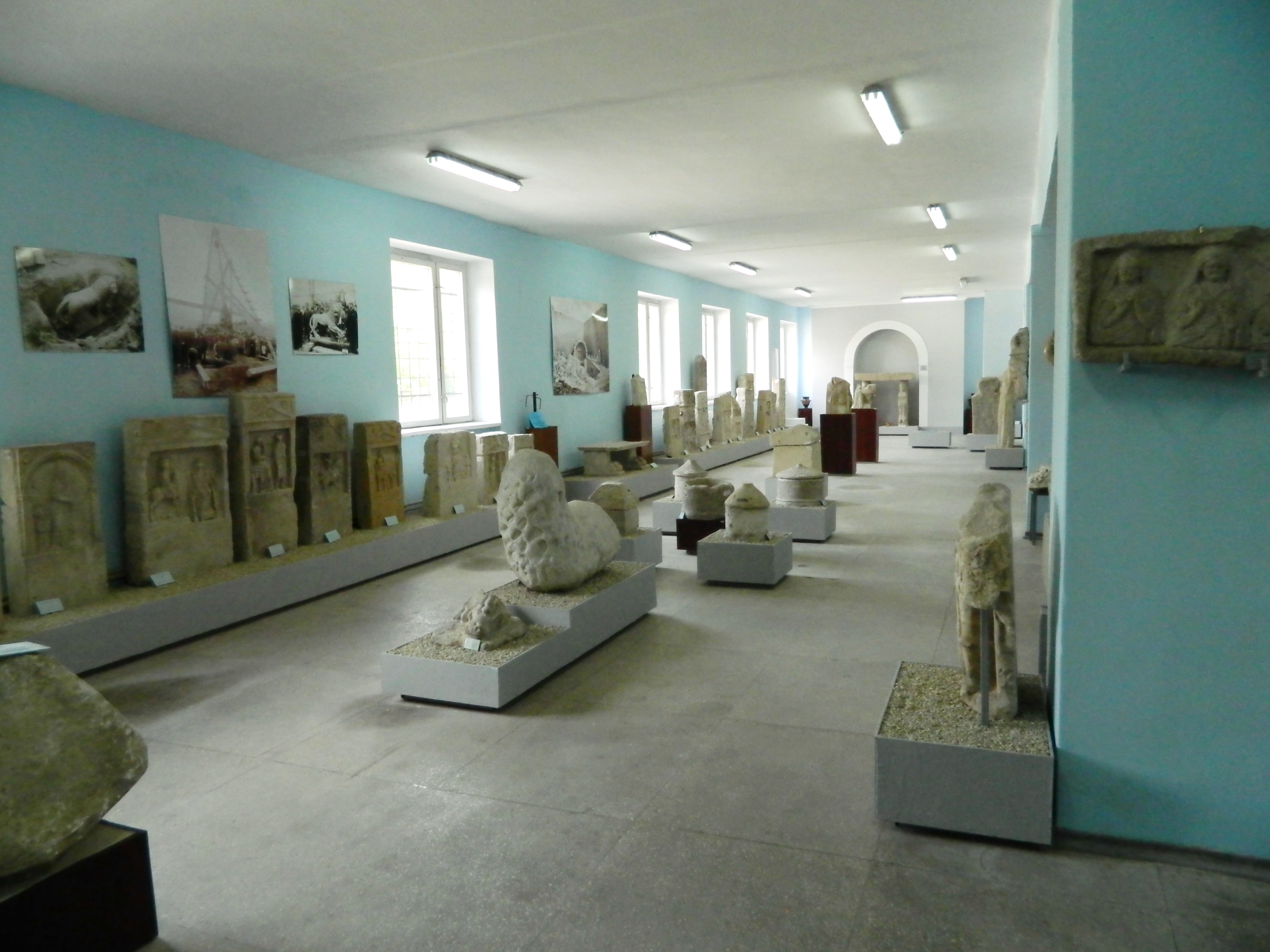
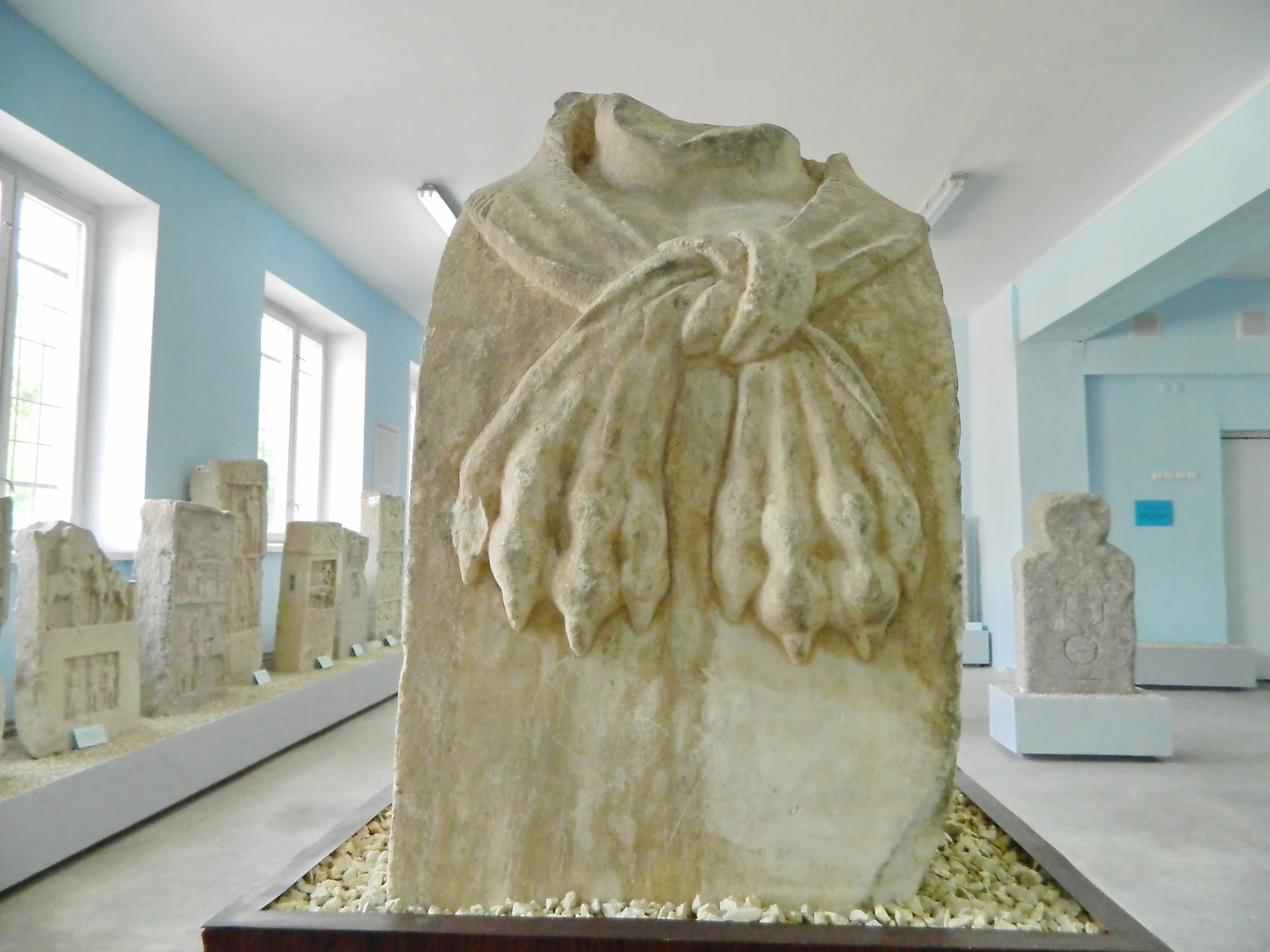
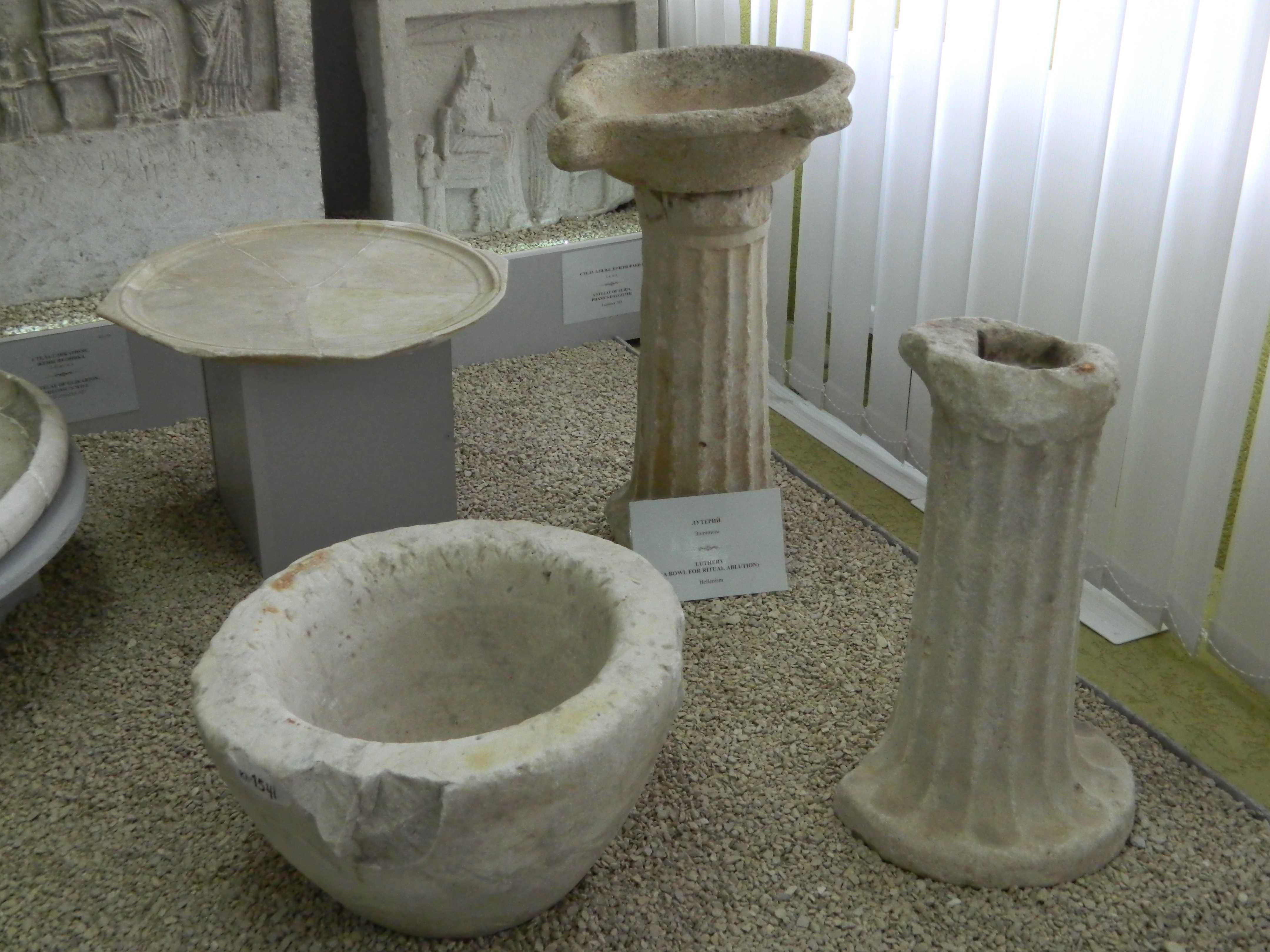
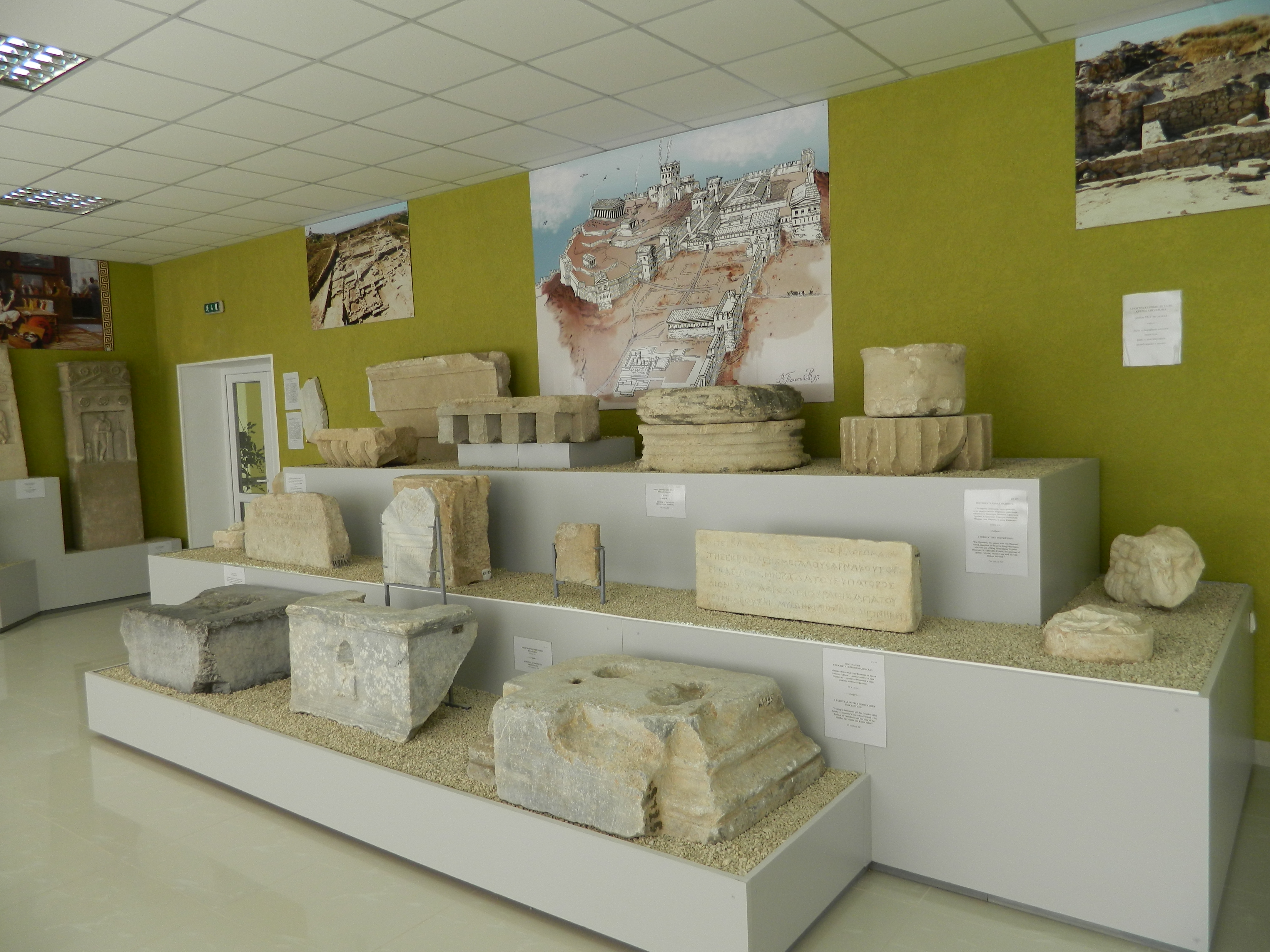
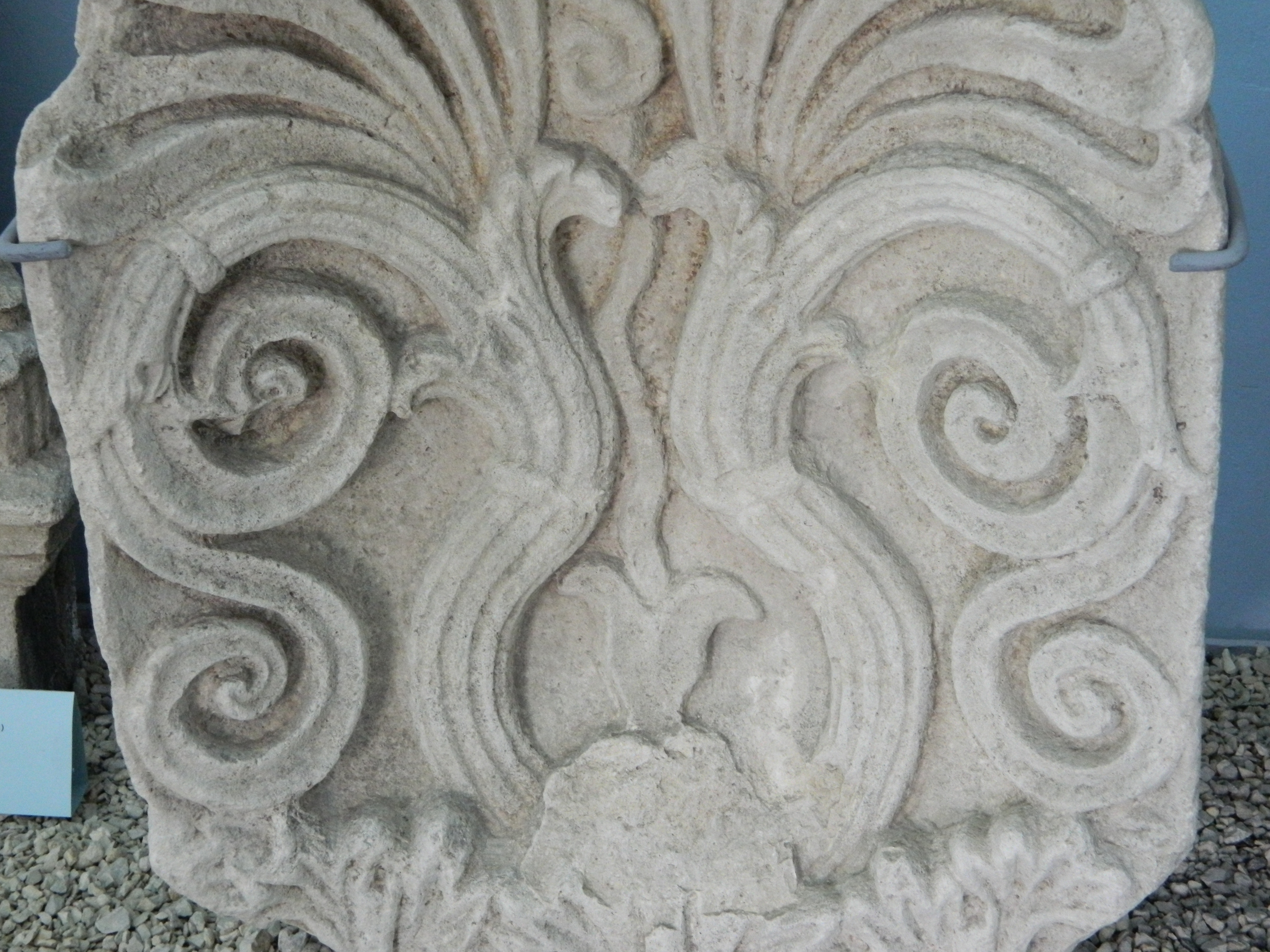
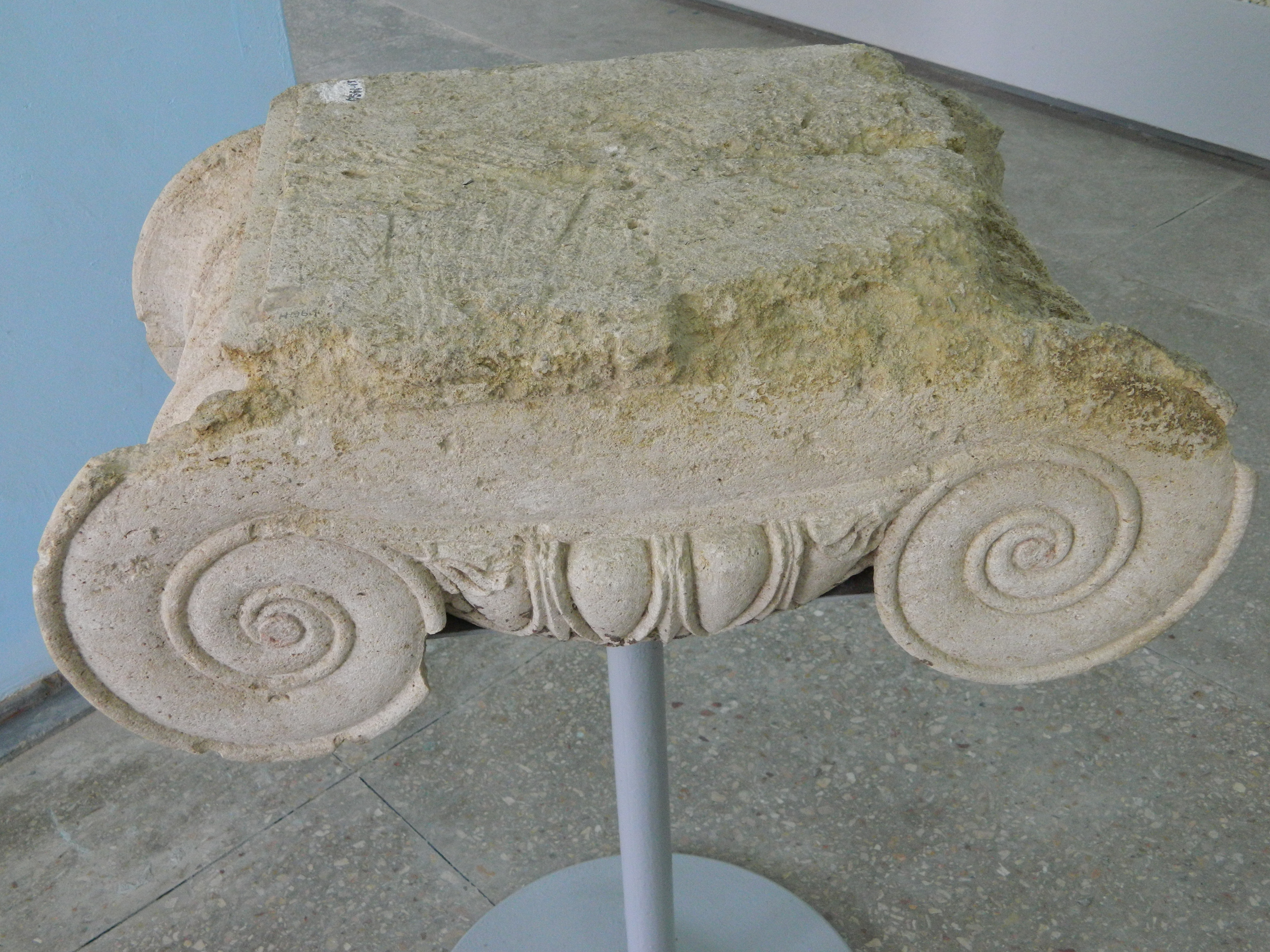
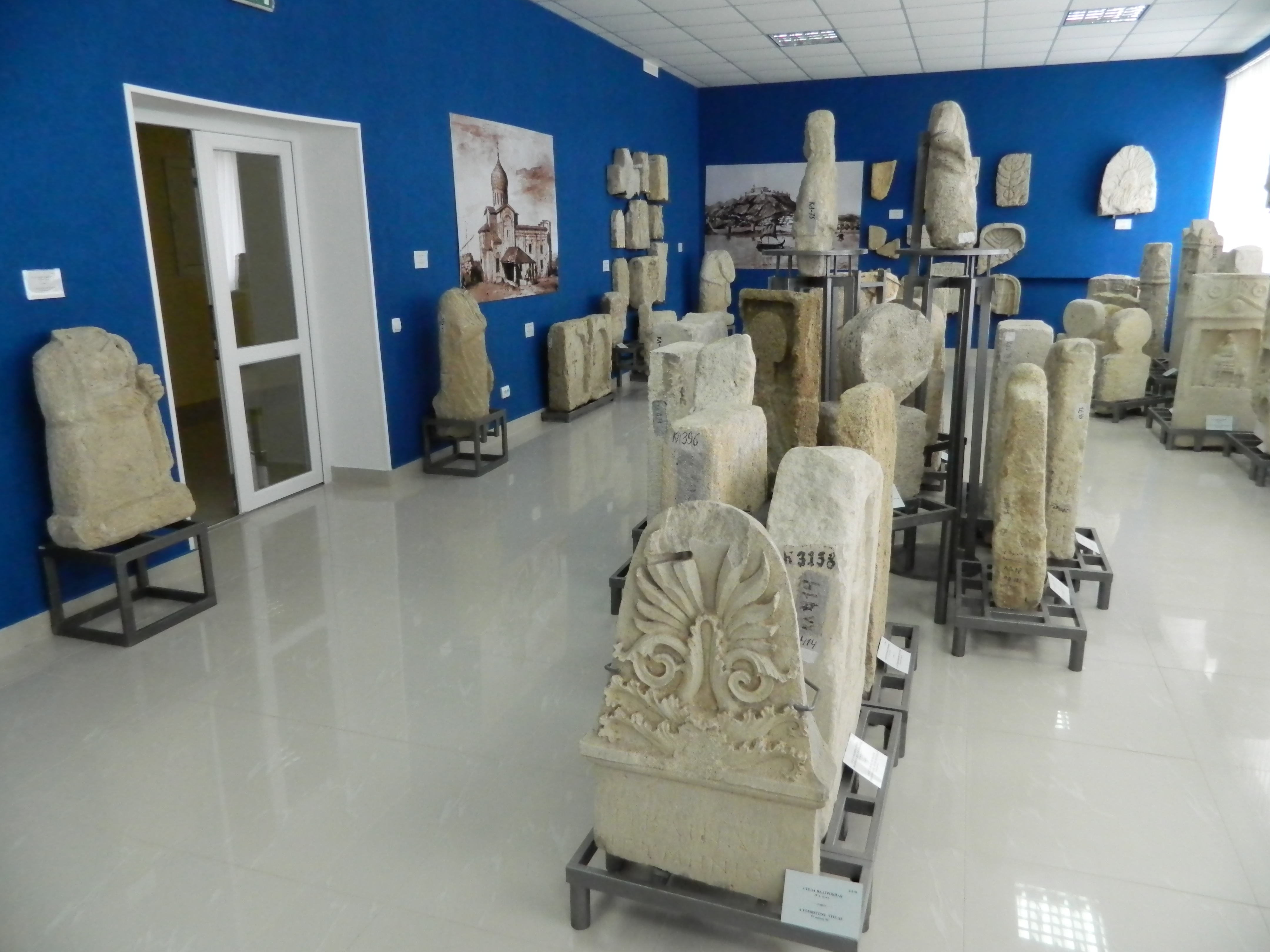